# Линдита Алиу
Линдита Али Алиу-Тахири (на албански: Lindita Ali Aliu–Tahiri; на македонска литературна норма: Линдита Али Алиу-Тахири) е албанска писателка, поетеса и новинарка от Северна Македония.

## Биография
Родена е в 1962 година в Скопие, тогава Кралство Югославия, днес в Северна Македония. Завършва основно образование в родния си град. След това завършва средно училище в Прищина. Завършва магистратура в областта на лингвистиката. Известно време Линдита Алиу работи като новинарка в „Рилиндя“. По-късно става професор по английски език и литература в катедрата по журналистика във Филологическия факултет на Прищинския университет.
Авторка е на книги с проза и поезия. Тя публикува книги и изследвания в областта на критичните лингвистика, стилистика, литературна критика и анализа. Издава две стихосбирки, публикувани на английски и македонски литературен език. От 2003 до 2010 година е начело на Европейската комисия за висшето образование „Темпус“, програма за партньорство, насочено към висшите учебни заведения в Косово. След това Линдита Алиу-Тахири е заместник-редактор на външните отношения в Университета в Прищина.